# Graham Townsend (Fiddler)
Graham Townsend (Craig Townsend; * 16. Juni 1942 in Toronto; † 3. Dezember 1998 in Barrie) war ein kanadischer Folkmusiker (Fiddle, Mandoline, Piano, Komposition).

## Werdegang
Graham Townsend war der Sohn von Fred Townsend, dem langjährigen Square-Dance-Caller von Don Messer and His Islanders. Er spielte seit seiner frühen Kindheit Geige und gewann neunjährig den Fiddle-Wettbewerb 30 and under beim jährlichen Musiktag der Canadian National Exhibition. Bald erlernte er Repertoire und Spieltechnik von Tom McQuestion und Billy Crawford und begann mit Don Messer auf Tourneen und bei der CBC aufzutreten. Elfjährig belegte er den dritten Platz beim Canadian Open Old Time Fiddlers Contest, dessen Sieger er 1963 und jährlich von 1968 bis 1970 wurde.
Ab 1963 unternahm Townsend Tourneen, die von der CBC und dem Verteidigungs- oder Außenministerium gefördert wurden nach Deutschland, Frankreich und Italien (1963, 1964), Zypern (1967), England und Jersey (1981), Australien (1982, 1983 und 1988) in die DDR und nach Schottland (1984). Seit 1973 wurde er dabei oft von seiner zweiten Frau, Eleanor Townsend, begleitet. Von 1985 bis 1991 trat er jährlich beim Shetland Folk Festival auf.
1964 spielte Townsend 36 Wochen in Toronto in der Show Star Route. Danach übernahm er von Ward Allen in Ottawa die Rundfunk- und Fernsehsendung Happy Wanderers. Er trat außerdem mit Don Messer im Fernsehen auf und war Gast der Shows von Tommy Hunter, Ronnie Prophet und der Family Brown sowie der Show Up Home Tonight von CBC Halifax TV und ab 1991 That Country Feeling von mC TV.
Townsend nahm mehr als vierzig Alben auf und spielte etwa zweihundert seiner vierhundert eigenen Stücke ein, darunter Royal Princess Two Step, Rocking Chair Jake, Debbie’s Waltz, Maytime Swing, Black Jack Whiskey, My Dungannon Sweetheart, Swinging in the 80s und Ice on the Road. Er begleitete als Fiddler Musiker wie Carroll Baker, Stompin’ Tom Conners, Dolly Parton, Fred Penner, Raffi, Sharon, Lois & Bram und Sneezy Waters und spielte auch Aufnahmen als Mandolinist und Pianist (mit dem Fiddler Joe Loutchan) ein. Er zählt zu den Gründungsmitgliedern der Ontario Old Time Fiddlers Association. 1982 wurde er in die Fiddlers Hall of Fame in Oceola, 1990 in die Ottawa Valley Country Music Hall of Fame und 1998 in die Canadian National Fiddling Hall of Fame aufgenommen. 1991 wurde er für einen Juno Award nominiert, 1993 erhielt er gemeinsam mit seiner Frau den Porcupine Award und bei den Canadian Grandmasters Fiddling Championships 1998 den  Lifetime Achievement Award. Townsend starb im Dezember 1998 an einer Krebserkrankung, seine Frau Eleanor kam in der Silvesternacht des gleichen Jahres bei einem Brand ums Leben.